# Puzzle (album Biffy Clyro)
Puzzle to czwarty album długogrający nagrany przez szkocki zespół Biffy Clyro, wydany 4 czerwca 2007 w Wielkiej Brytanii. Wydanie w USA nastąpiło cztery miesiące później. Jest to pierwszy album zespołu od czasu opuszczenia macierzystej wytwórni Beggars Banquet.

## Zarys
Album osiągnął pozycję numer 2 na UK Albums Chart i pozwolił zyskać zespołowi rzesze fanów. Stało się tak, dzięki złagodzeniu alternatywnej stylistyki oraz wzbogaceniu aranżacji w stosunku do poprzednich albumów. Wydawnictwo zostało także bardzo dobrze przyjęte przez krytyków muzycznych i według magazynów Kerrang! oraz Rock Sound wydawnictwo otrzymało tytuł albumu roku 2007. Album ma status złotej płyty w Wielkiej Brytanii a do lutego 2009 roku jego światowa sprzedaż wyniosła prawie 300 000 egzemplarzy.
Album został nagrany pomiędzy wrześniem a listopadem 2006 w The Warehouse Studio w Vancouver oraz w The Farm Studio w Gibsons. Został wyprodukowany przez Gartha Richardsona. Według słów członków zespołu w trakcie pierwszej sesji nagrano 40 utworów, wśród których ostatecznie wybrano do wydania 13. Podczas nagrań współpracowano z kompozytorem i aranżerem Graemem Revellem oraz z orkiestrą symfoniczną z Seattle. Okładkę na album i kolejne single zaprojektował Storm Thorgerson.

## Spis utworów
1. "Living Is a Problem Because Everything Dies" – 5:18
2. "Saturday Superhouse" – 3:19
3. "Who's Got a Match?" – 2:23
4. "As Dust Dances" – 4:34
  - "2/15ths" - 1:02
5. "A Whole Child Ago" – 3:07
6. "The Conversation Is..." – 3:40
7. "Now I'm Everyone" – 3:50
8. "Semi-Mental" – 3:22
  - "4/15ths" – 0:45
9. "Love Has a Diameter" – 3:53
10. "Get Fucked Stud" – 3:37
11. "Folding Stars" – 4:15
12. "9/15ths" – 2:46
13. "Machines" – 3:56

## Inne utwory pochodzące z sesji nagraniowej

### Strony B singlii
- "Scared of Lots of Everything"
- "I'm Behind You"
- "Miracle of Survival"
- "Relief or Fight"
- "Loneliness"
- "Kittens, Cakes and Cuddles"
- "Drop It"
- "Asexual Meat Kitchen" (z udziałem Matta Caughthrana)
- "A Headline"
- "Coward"
- "Hermaphrofight"
- "But I'm Serious"
- "Cracker"

### Niewydane utwory
- "Help Me Become Captain"
- "Captain, Sir..." (wersja utworu "Help Me Become Captain")
- "I'm Probably In Your Pocket"

1. "Help Me Become Captain" została wydana na stronie B singla "The Captain", który jest trzecim singlem promującym następny album zespołu "Only Revolutions".
2. "I'm Probably In Your Pocket" pierwotnie miała się znaleźć na następnym albumie "Only Revolutions" ale ostatecznie ponownie została usunięta.

## Pozostałe wersje
Oprócz albumu z 13 utworami, pojawiły się na rynku limitowane edycje z utworem dodatkowym "Drop It" (który jest ponownym nagraniem utworu demo, "Drop It Dickhead"), a także wersja z bonusowym DVD, które zawiera 40 minutowy film documentalny, The Making of Puzzle oraz teledyski do utworów "Semi-Mental", "Saturday Superhouse" i "Living is a Problem Because Everything Dies".
- Fani którzy zamówili album w sklepie iTunes otrzymali gratis 10 minutowy film zatytułowany Pieces który zawierał także zapis niepublikowanych piosenek:
  - "Semi-Mental (Acoustic)"
  - "As Dust Dances (Acoustic)"

## Skład
- Simon Neil – śpiew, gitary
- James Johnston – śpiew, gitara basowa
- Ben Johnston – śpiew, perkusja